# Carola von Braun

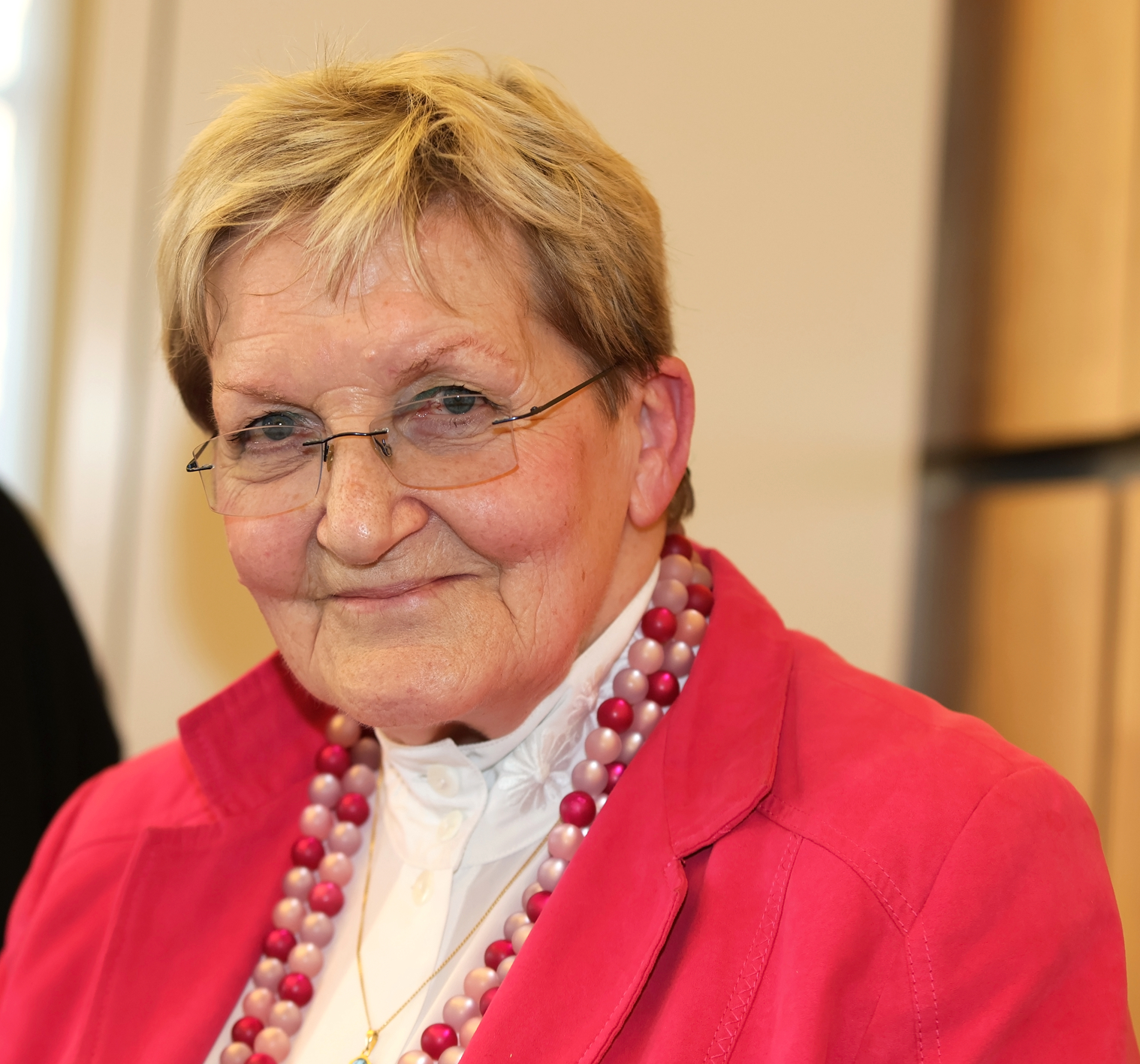
Carola von Braun (2022)

Carola von Braun, auch Carola Freifrau von Braun (* 12. September 1942 in Nakuru, Kenia) ist eine deutsche Politikerin der FDP und Frauenrechtlerin.

## Leben
Carola von Braun ist die Tochter von Hildegard Beck-Margis und des ehemaligen UNO- und Frankreich-Botschafters und Staatssekretärs im Auswärtigen Amt, Sigismund von Braun (1911–1998). Sie kam in Kenia zur Welt, wo ihre Familie zusammen mit Diplomatenfamilien aus anderen Ländern eine Zeitlang in einem britischen Lager interniert war. Von 1944 bis 1949 lebte sie mit Mutter und Geschwistern im Vatikan, von 1944 bis 1946 auch zusammen mit ihrem Vater, der inzwischen Legationssekretär bei der diplomatischen Vertretung des Deutschen Reichs im Vatikan geworden war. Ihr Onkel war der Raketentechniker Wernher von Braun, ihre Schwester ist die Kulturwissenschaftlerin Christina von Braun. Ihre Großmutter Hildegard Margis starb im Frauengefängnis Barnimstraße, nachdem sie wegen ihres Widerstandes im Zusammenhang mit der Gruppe um Anton Saefkow und Franz Jacob verhaftet worden war. Ihr Großvater väterlicherseits war der DNVP-Politiker Magnus von Braun, Minister in den Regierungen von Papen und Schleicher in der letzten Phase der Weimarer Republik.
Von 1979 bis 1981 war von Braun Vorsitzende der FDP-Kreistagsfraktion im Rhein-Sieg-Kreis und von 1980 bis 1983 als Mitglied des Deutschen Bundestags bildungs- und kulturpolitische Sprecherin der FDP-Bundestagsfraktion.
Von 1984 bis 1990 war sie die erste Frauenbeauftragte des Berliner Senats. Danach wurde sie Landesvorsitzende der FDP.
Bei der Berlinwahl 1990 war sie Spitzenkandidatin der FDP. Bei dieser Wahl kehrte die FDP in das Berliner Abgeordnetenhaus zurück und von Braun wurde Mitglied des Abgeordnetenhauses, wo sie auch zur Fraktionsvorsitzenden gewählt wurde.
Von 1982 bis 1992 gehörte sie dem Kuratorium der Friedrich-Naumann-Stiftung an.
Von 1986 bis 1994 war sie Mitglied des Bundesvorstands der FDP, von 1991 bis 1994 Mitglied des Bundespräsidiums der FDP.
1994 gab sie zunächst den Landesvorsitz der FDP und dann den Fraktionsvorsitz auf. Gleichzeitig beendete sie auch die Parlamentsarbeit. Grund war ihre Verstrickung in die sogenannte „Figaro-Affäre“. Ihr wurde seinerzeit von fraktionsinternen Rechnungsprüfern vorgeworfen, private Flug- und Taxispesen sowie Friseurrechnungen über die FDP-Fraktionskasse abgerechnet zu haben.
Wegen Fehlens tatsächlicher und rechtlicher Anhaltspunkte wurde das strafrechtliche Ermittlungsverfahren mit Verfügung der Staatsanwaltschaft bei dem Landgericht Berlin vom 26. September 1994 eingestellt.  Auch der Landesrechnungshof Berlin hatte am Verhalten von Brauns nichts zu beanstanden.
Sie hat aus erster Ehe zwei Söhne. In zweiter Ehe war sie bis zu dessen Ableben im Jahr 2021 mit dem Juristen Jürgen Colsman verheiratet.

## Ehrenamt
Carola von Braun initiierte 1992 die Überparteiliche Fraueninitiative Berlin – Stadt der Frauen e. V. (Üpfi), ein über Fraktionsgrenzen wirkendes Bündnis engagierter Frauen des Berliner Abgeordnetenhauses, der Berliner Landesregierung, der Gewerkschaften, aus Wissenschaft, Kultur und weiteren Bereichen des öffentlichen Lebens. Sie ist deren Vorstandssprecherin.
Außerdem ist von Braun Mitglied im Präsidium des Internationalen Bunds (IB), einem freien Träger der Jugend-, Sozial- und Bildungsarbeit.

## Ehrungen
- 2010: Verdienstkreuz am Bande der Bundesrepublik Deutschland
- 2015: Louise-Schroeder-Medaille[5]
- 2021: Stadtälteste von Berlin[6]